# Schweizer Cup 2020/2021 (volleyboll, damer)
Schweizer Cup 2020–2021 i volleyboll utspelade sig mellan 31 augusti 2020 och 27 mars 2021. Det var den 57:e upplagan av turneringen och 117 lag som var medlemmar i Swiss Volley deltog. VC Kanti vann turneringen för tredje gången genom att besegra NUC Volleyball i finalen. Olivia Wassner och Korina Perkovac utsågs till mest värdefulla spelare.

## Regelverk
För turneringen gällde att:
- Alla lag på nationell (Nationalliga A, Nationalliga B och 1. liga), samt i de regionala ligorna (2-4. liga) fick delta.
- Alla möten avgjordes genom en direkt avgörande match. Med undantag från finalen (som spelades på neutral plats) hade laget som spelade i den lägsta serien hemmaplan. Om bägge lagen spelade i samma serie hade det lag som hade sämst placering under föregående säsong hemmaplan.
- Beroende på plats i seriesystemet gick lagen in på olika nivåer. Lagen i de regionala ligorna gick in i första omgången, de i 1. liga i andra omgången, Nationalliga B i femte omgången och Nationalliga A i åttondelsfinalerna.

På grund av covid-19-pandemin tillkännagav Swiss Volley den 27 oktober 2020 att alla tävlingar från Nationalliga B och neråt avbröts. Detta innebar att den tredje omgången avbröts. Den 17 december 2020 tillkännagav Swiss Volley att turneringen skulle fortsätta med enbart lag från Nationalliga A, som lottades ihop till åttondelsfinalerna.

## Deltagande lag
| - Amriswil - Andwil-Arnegg - Appenzeller Baren - Arosa - Audax - Brislach - Bubendorf - Bütschwil - Chênois Genève - VBC Cheseaux - TS Volley Düdingen - Einsiedeln - Entre-deux-Lacs - Epalinges - Fortuna Bürglen - Volleyball Franches-Montagnes - Freies Gymnasium - Fully - Gelterkinden - Genève Elite VB - Gibloux - Glaibasel - Goldach - Grenchen - Gym Liestal - Hallau - Haut-Lac - Herisau - Hochdorf Audacia - Huttwilen | - Interlaken - Jona - Kaiseraugst - VC Kanti - Kanti Limmattal - Konolfingen - Kreuzlingen - Kussnacht - La Chaux-de-Fonds - La Cote - La Suze - Lägern Wettingen - Lancy - Langenthal - Le Locle - Le Mont-sur-Lausanne - Linth - Lausanne UC - Volley Lugano - Lunkhofen - VBC Lutry-Lavaux - Malters - March - Mellingen - Meyrin - Montreux - VBC Münsingen - Muri Bern - Murten | - Muthschellen - TV Muttenz - Volley Näfels - NUC Volleyball - Nidau - Novartis - Volley Oberdiessbach - Obfelden - Oerlikon - OTA - Volley Raiffeisen - VBC Rämi Zürich - TSV Rechthalten - Region Entlebuch - Rehetobel - KTV Riehen - Ruschlikon - Sankt Gallen - SATUS Köniz - Schaffhausen - Schmitten - Servette Star-Onex - Seuzach - Sierre - Sm'Aesch Pfeffingen - Solothurn - Spada Academica - Spiez - STB | - St. Johan - Steinen - S9 - Tafers - St.Ursen - Thun - Volley Toggenburg - Tornado Adliswil - Überstorf - Uettligen - Universität Basel - Universität Bern - Uster - Uzwil - Volleyball Club Val-de-Travers - Val-de-ruz Sport - Vivax Winterthur - Volero Aarberg - Voléro Zürich - Volewa Wald - Wadivolley - Welschenrohr - Wetzikon - Wiedikon - Wil - Wittenbach - Wurenlingen - Wyna - Yverdon - Zelgli Aarau |

## Turneringen

### Första omgången
| 31 augusti 2020 Bezirkshalle, Steinen Speltid: ? - Åskådare: ?                     | Steinen          | 3 - 1 | Lunkhofen            | 25-23, 25-16, 20-25, 25-15        |
| 7 september 2020 Ebnet, Küssnacht Speltid: ? - Åskådare: ?                         | Kussnacht        | 3 - 2 | St. Johan            | 19-25, 13-25, 25-22, 25-22, 16-14 |
| 7 september 2020 Spiezwiler, Spiez Speltid: ? - Åskådare: ?                        | Spiez            | 3 - 0 | Schmitten            | 25-21, 25-12, 25-23               |
| 7 september 2020 Collège de Rambert B, Clarens Speltid: ? - Åskådare: ?            | Montreux         | 0 - 3 | Le Mont-sur-Lausanne | 23-25, 20-25, 24-26               |
| 11 september 2020 Collège des Tuillières, Gland Speltid: ? - Åskådare: ?           | La Cote          | 0 - 3 | La Chaux-de-Fonds    | 15-25, 21-25, 15-25               |
| 14 september 2020 Sporthalle Schadau, Thun Speltid: ? - Åskådare: ?                | Thun             | 3 - 1 | STB                  | 25-18, 19-25, 26-24, 25-13        |
| 14 september 2020 Sporthalle Hofmatt, Gelterkinden Speltid: ? - Åskådare: ?        | Gelterkinden     | 3 - 1 | Glaibasel            | 25-23, 22-25, 25-15, 25-14        |
| 15 september 2020 Würenlingen 1, Würenlingen Speltid: ? - Åskådare: ?              | Wurenlingen      | 3 - 0 | Wyna                 | 25-17, 25-16, 25-16               |
| 16 september 2020 Freies Gymnasium, Zürich Speltid: ? - Åskådare: ?                | Freies Gymnasium | 1 - 3 | Tornado Adliswil     | 15-25, 17-25, 30-28, 12-25        |
| 17 september 2020 Gymer 1, Langenthal Speltid: ? - Åskådare: ?                     | Langenthal       | 0 - 3 | Muri Bern            | 19-25, 19-25, 19-25               |
| 18 september 2020 Liebrüti, Kaiseraugst Speltid: ? - Åskådare: ?                   | Kaiseraugst      | 1 - 3 | Bubendorf            | 15-25, 25-19, 14-25, 17-25        |
| 18 september 2020 CO Vouvry, Vouvry Speltid: ? - Åskådare: ?                       | Haut-Lac         | 0 - 3 | VBC Lutry-Lavaux     | 10-25, 9-25, 12-25                |
| 19 september 2020 MZH Dünnenhof, Welschenrohr Speltid: ? - Åskådare: ?             | Welschenrohr     | 3 - 1 | Tafers - St.Ursen    | 25-22, 20-25, 25-21, 25-16        |
| 19 september 2020 Sporthalle Baldegg, Hochdorf Speltid: h: - Åskådare:             | Hochdorf Audacia | 1 - 3 | Gym Liestal          | 22-25, 27-25, 19-25, 22-25        |
| 20 september 2020 Sportanlage Rennweg, Winterthur Speltid: ? - Åskådare: ?         | Vivax Winterthur | 3 - 0 | Ruschlikon           | 25-17, 25-15, 25-16               |
| 20 september 2020 Turnhalle B, Brislach Speltid: - Åskådare:                       | Brislach         | 0 - 3 | Malters              | 16-25, 8-25, 21-25                |
| 21 september 2020 Schanzmätteli, Aarau Speltid: ? - Åskådare: ?                    | Zelgli Aarau     | 0 - 3 | Fortuna Bürglen      | 21-25, 22-25, 14-25               |
| 22 september 2020 MPS 1, Siebnen Speltid: ? - Åskådare: ?                          | March            | 0 - 3 | Linth                | 23-25, 14-25, 13-25               |
| 22 september 2020 Seemättli, Muttenz Speltid: ? - Åskådare: ?                      | Novartis         | 0 - 3 | Universität Bern     | 2-25, 13-25, 8-25                 |
| 22 september 2020 Turnhalle Klosterweg, Wil Speltid: ? - Åskådare: ?               | Wil              | 2 - 3 | Appenzeller Baren    | 25-21, 25-21, 21-25, 14-25, 12-15 |
| 23 september 2020 Kantonsschule Zürich Nord, Zürich Speltid: ? - Åskådare: ?       | Oerlikon         | 0 - 3 | Uster                | 17-25, 11-25, 14-25               |
| 23 september 2020 Klosterturnhalle, Näfels Speltid: ? - Åskådare: ?                | Volley Näfels    | 0 - 3 | Einsiedeln           | 15-25, 17-25, 20-25               |
| 23 september 2020 Sporthalle Tellenfeld, Amriswil Speltid: ? - Åskådare: ?         | Audax            | 0 - 3 | Volewa Wald          | 17-25, 21-25, 23-25               |
| 24 september 2020 Neue Kanti Halle, Schaffhausen Speltid: ? - Åskådare: ?          | Schaffhausen     | 0 - 3 | Goldach              | 12-25, 10-25, 9-25                |
| 24 september 2020 MZH Ueberstorf, Ueberstorf Speltid: ? - Åskådare: ?              | Überstorf        | 0 - 3 | SATUS Köniz          | 7-25, 8-25, 19-25                 |
| 25 september 2020 Stockhorn, Konolfingen Speltid: ? - Åskådare: ?                  | Konolfingen      | 3 - 2 | Interlaken           | 18-25, 25-22, 22-25, 26-24, 15-4  |
| 27 september 2020 MZG Oberhallau, Oberhallau Speltid: ? - Åskådare: ?              | Hallau           | 3 - 2 | Obfelden             | 26-24, 19-25, 22-25, 25-12, 15-12 |
| 28 september 2020 KZO, Wetzikon Speltid: ? - Åskådare: ?                           | Wetzikon         | 0 - 3 | Kreuzlingen          | 19-25, 17-25, 16-25               |
| 29 september 2020 Ludretikon, Thalwil Speltid: h: - Åskådare:                      | OTA              | 0 - 3 | Voléro Zürich        | 8-25, 19-25, 18-25                |
| 29 september 2020 Berufsbildungszentrum, Herisau Speltid: ? - Åskådare: ?          | Bütschwil        | 3 - 0 | Herisau              | 25-18, 25-15, 25-23               |
| 30 september 2020 Sporthalle Rietacker, Seuzach Speltid: ? - Åskådare: ?           | Seuzach          | 0 - 3 | Uzwil                | 15-25, 17-25, 13-25               |
| 30 september 2020 Collège de la Gradelle, Chêne-Bougeries Speltid: ? - Åskådare: ? | Chênois Genève   | 0 - 3 | Lausanne UC          | 12-25, 10-25, 17-25               |
| 30 september 2020 Förstarschule Glärnisch, Wädenswil Speltid: ? - Åskådare: ?      | Wadivolley       | 0 - 3 | Arosa                | 14-25, 22-25, 21-25               |
| 30 september 2020 Rüsler, Niederrohrdorf Speltid: ? - Åskådare: ?                  | Mellingen        | 2 - 3 | Muthschellen         | 25-22, 14-25, 19-25, 25-21, 15-17 |
| 1 oktober 2020 Kantonsschule Rämibühl Halle G, Zürich Speltid: ? - Åskådare: ?     | VBC Rämi Zürich  | 2 - 3 | Amriswil             | 25-21, 25-21, 16-25, 22-25, 15-17 |
| 3 oktober 2020 Charnot, Fully Speltid: ? - Åskådare: ?                             | Fully            | 3 - 2 | Entre-deux-Lacs      | 20-25, 22-25, 25-20, 25-19, 15-13 |
| 3 oktober 2020 Halle de Gymnase Beau-Site, Le Locle Speltid: ? - Åskådare: ?       | Le Locle         | 3 - 1 | Lancy                | 22-25, 25-19, 25-13, 25-17        |
| 4 oktober 2020 Sporthalle AARfit 1, Aarberg Speltid: ? - Åskådare: ?               | Volero Aarberg   | 3 - 0 | TSV Rechthalten      | 25-15, 27-25, 25-16               |

### Andra omgången
| 24 september 2020 Neue Halle, Uettligen Speltid: ? - Åskådare: ?                | Uettligen            | 3 - 0 | Solothurn            | 25-18, 25-18, 25-17               |
| 28 september 2020 Sporthalle Hofmatt, Gelterkinden Speltid: ? - Åskådare: ?     | Gelterkinden         | 3 - 0 | Kussnacht            | 25-21, 25-20, 25-14               |
| 29 september 2020 Kantonsschule Limmattal, Urdorf Speltid: ? - Åskådare: ?      | Kanti Limmattal      | 3 - 2 | Wiedikon             | 19-25, 25-19, 25-20, 19-25, 15-10 |
| 5 januari 2020 Französische Schule ECLF, Bern Speltid: ? - Åskådare: ?          | Muri Bern            | 1 - 3 | Volley Oberdiessbach | 25-17, 14-25, 18-25, 14-25        |
| 5 januari 2020 Buchsee, Köniz Speltid: ? - Åskådare: ?                          | SATUS Köniz          | 3 - 2 | Gibloux              | 23-25, 23-25, 25-11, 27-25, 15-6  |
| 5 januari 2020 Rionzi, Le Mont-sur-Lausanne Speltid: ? - Åskådare: ?            | Le Mont-sur-Lausanne | 0 - 3 | Epalinges            | 14-25, 19-25, 12-25               |
| 6 januari 2020 Weissenstein 1, Würenlingen Speltid: ? - Åskådare: ?             | Wurenlingen          | 2 - 3 | Region Entlebuch     | 20-25, 25-23, 19-25, 25-22, 9-15  |
| 7 januari 2020 Bezirkshalle, Steinen Speltid: ? - Åskådare: ?                   | Steinen              | 3 - 1 | Bubendorf            | 23-25, 25-11, 25-11, 25-6         |
| 7 januari 2020 Sporthalle Brüel, Einsiedeln Speltid: ? - Åskådare: ?            | Einsiedeln           | 3 - 0 | Tornado Adliswil     | 25-13, 25-10, 25-18               |
| 11 januari 2020 Stockhorn, Konolfingen Speltid: ? - Åskådare: ?                 | Konolfingen          | 0 - 3 | Thun                 | 21-25, 22-25, 11-25               |
| 11 januari 2020 Salle des Rives, Yverdon Speltid: ? - Åskådare: ?               | Yverdon              | 0 - 3 | La Suze              | 23-25, 9-25, 22-25                |
| 12 januari 2020 Sporthalle Elba, Wald Speltid: ? - Åskådare: ?                  | Volewa Wald          | 1 - 3 | Goldach              | 17-25, 25-21, 8-25, 16-25         |
| 13 januari 2020 Krämeracker, Uster Speltid: ? - Åskådare: ?                     | Uster                | 0 - 3 | Kreuzlingen          | 15-25, 18-25, 14-25               |
| 13 januari 2020 Salle de Sport de Corsy, Lutry Speltid: ? - Åskådare: ?         | VBC Lutry-Lavaux     | 0 - 3 | Nidau                | 21-25, 18-25, 12-25               |
| 13 januari 2020 Kriegacker, Muttenz Speltid: ? - Åskådare: ?                    | TV Muttenz           | 0 - 3 | Universität Bern     | 6-25, 19-25, 19-25                |
| 13 januari 2020 Breite, Bütschwil Speltid: ? - Åskådare: ?                      | Bütschwil            | 0 - 3 | Spada Academica      | 11-25, 24-26, 19-25               |
| 13 januari 2020 KSM 1, Berikon Speltid: ? - Åskådare: ?                         | Muthschellen         | 0 - 3 | KTV Riehen           | 12-25, 13-25, 11-25               |
| 14 januari 2020 MZG Rehetobel, Rehetobel Speltid: ? - Åskådare: ?               | Rehetobel            | 0 - 3 | Amriswil             | 10-25, 4-25, 10-25                |
| 15 januari 2020 Sportanlage Rennweg, Winterthur Speltid: ? - Åskådare: ?        | Vivax Winterthur     | 0 - 3 | Jona                 | 18-25, 20-25, 17-25               |
| 15 januari 2020 MZG Oberhallau, Oberhallau Speltid: ? - Åskådare: ?             | Hallau               | 3 - 1 | Huttwilen            | 25-12, 25-22, 13-25, 25-16        |
| 15 januari 2020 Bündtmättli, Malters Speltid: ? - Åskådare: ?                   | Malters              | 3 - 0 | Fortuna Bürglen      | 25-13, 25-17, 25-14               |
| 15 januari 2020 Spiezwiler, Spiez Speltid: ? - Åskådare: ?                      | Spiez                | 0 - 3 | VBC Münsingen        | 18-25, 12-25, 15-25               |
| 15 januari 2020 Kaserne, Birmensdorf Speltid: ? - Åskådare: ?                   | S9                   | 0 - 3 | Arosa                | 5-25, 18-25, 15-25                |
| 15 januari 2020 OS Goubing, Sierre Speltid: ? - Åskådare: ?                     | Sierre               | 0 - 3 | Lausanne UC          | 13-25, 14-25, 11-25               |
| 15 januari 2020 Sporthalle AARfit 1, Aarberg Speltid: ? - Åskådare: ?           | Volero Aarberg       | 0 - 3 | Universität Bern     | 22-25, 13-25, 17-25               |
| 18 oktober 2020 Sand, Schmerikon Speltid: ? - Åskådare: ?                       | Linth                | 0 - 3 | Andwil-Arnegg        | 14-25, 12-25, 10-25               |
| 18 oktober 2020 Gymnase Bois-Noir, La Chaux-de-Fonds Speltid: ? - Åskådare: ?   | La Chaux-de-Fonds    | 0 - 3 | Volley Raiffeisen    | 13-25, 16-25, 9-25                |
| 18 oktober 2020 Centre scolaire des Mûriers, Colombier Speltid: ? - Åskådare: ? | Val-de-ruz Sport     | 3 - 0 | Meyrin               | 25-5, 25-20, 25-16                |
| 18 oktober 2020 Bodenacker, Liestal Speltid: ? - Åskådare: ?                    | Gym Liestal          | 3 - 0 | Lägern Wettingen     | 25-10, 25-12, 25-15               |
| 18 oktober 2020 Turnhalle Prehl, Murten Speltid: ? - Åskådare: ?                | Murten               | 1 - 3 | Grenchen             | 25-18, 23-25, 23-25, 13-25        |
| 18 oktober 2020 Charnot, Fully Speltid: ? - Åskådare: ?                         | Fully                | 0 - 3 | Servette Star-Onex   | 13-25, 14-25, 22-25               |
| 18 oktober 2020 Turnhalle Kreuzbühl, Zürich Speltid: ? - Åskådare: ?            | Voléro Zürich        | 0 - 3 | Wittenbach           | 10-25, 24-26, 13-25               |
| 18 oktober 2020 Neuhof, Niederuzwil Speltid: ? - Åskådare: ?                    | Uzwil                | 0 - 3 | Sankt Gallen         | 20-25, 19-25, 21-25               |

### Tredje omgången
| 21 oktober 2020 Förstarschule, Oberdiessbach Speltid: ? - Åskådare: ? | Volley Oberdiessbach | 3 - 1 | Uettligen       | 25-22, 19-25, 25-22, 25-17 |
| 25 oktober 2020 Bachfeld, Goldach Speltid: ? - Åskådare: ?            | Goldach              | 3 - 0 | Kanti Limmattal | 25-23, 25-17, 25-20        |

### Åttondelsfinaler
| 17 januari 2021 Sporthalle Leimacker, Düdingen Speltid: ? - Åskådare: ?   | TS Volley Düdingen | 1 - 3 | Sm'Aesch Pfeffingen | 24-26, 14-25, 25-21, 17-25 |
| 17 januari 2021 Halle de la Riveraine, Neuchâtel Speltid: ? - Åskådare: ? | NUC Volleyball     | 3 - 0 | Volley Lugano       | 25-20, 25-20, 25-12        |

### Kvartsfinaler
| 31 januari 2021 Salle de Gym La Pépinière, Les Breuleux Speltid: ? - Åskådare: ? | Volleyball Franches-Montagnes | 0 - 3 | NUC Volleyball                 | 14-25, 17-25, 22-25 |
| 31 januari 2021 BBC-Arena, Schaffhausen Speltid: ? - Åskådare: ?                 | VC Kanti                      | 3 - 0 | Volleyball Club Val-de-Travers | 25-16, 25-11, 25-9  |
| 31 januari 2021 ECG Henry-Dunant, Genève Speltid: h: - Åskådare:                 | Genève Volley                 | 0 - 3 | Sm'Aesch Pfeffingen            | 16-25, 13-25, 12-25 |
| 31 januari 2021 Salle Derrière-la-Ville 5, Cheseaux Speltid: ? - Åskådare: ?     | VBC Cheseaux                  | 3 - 0 | Volley Toggenburg              | 25-10, 25-22, 25-14 |

### Semifinaler
| 14 februari 2021 MZH Löhrenacker, Aesch Speltid: ? - Åskådare: ?           | Sm'Aesch Pfeffingen | 1 - 3 | VC Kanti     | 21-25, 19-25, 25-22, 24-26 |
| 14 februari 2021 Halle de la Riveraine, Neuchâtel Speltid: ? - Åskådare: ? | NUC Volleyball      | 3 - 0 | VBC Cheseaux | 25-18, 25-18, 25-10        |

### Final
| 27 mars 2021 Axa-Arena, Winterthur Speltid: ? - Åskådare: ? | NUC Volleyball | 2 - 3 | VC Kanti | 23-25, 25-22, 25-23, 13-25, 13-15 |